# Dollodon bampingi
Il dollodonte (Dollodon bampingi) è un dinosauro erbivoro appartenente agli ornitopodi. Visse nel Cretaceo inferiore (Barremiano/Aptiano, circa 120 milioni di anni fa). I suoi resti fossili sono stati ritrovati in Belgio, nella famosa miniera di carbone di Bernissart, e forse in Germania e Inghilterra.

## Descrizione
Questo dinosauro era molto simile al più famoso Iguanodon, i cui resti fossili sono stati ritrovati nello stesso giacimento. Vi erano tuttavia alcune differenze tra i due dinosauri: in generale, le dimensioni di Dollodon erano più piccole (la lunghezza arrivava a sei metri e il peso si aggirava sulla tonnellata) e la corporatura decisamente più snella e gracile. Inoltre il capo era più piccolo e il collo più lungo e sottile rispetto a quelli di Iguanodon. Come quest'ultimo, il dollodonte possedeva i caratteristici "pollici - aculei", che dovevano offrire una discreta protezione contro i dinosauri carnivori.

## Classificazione

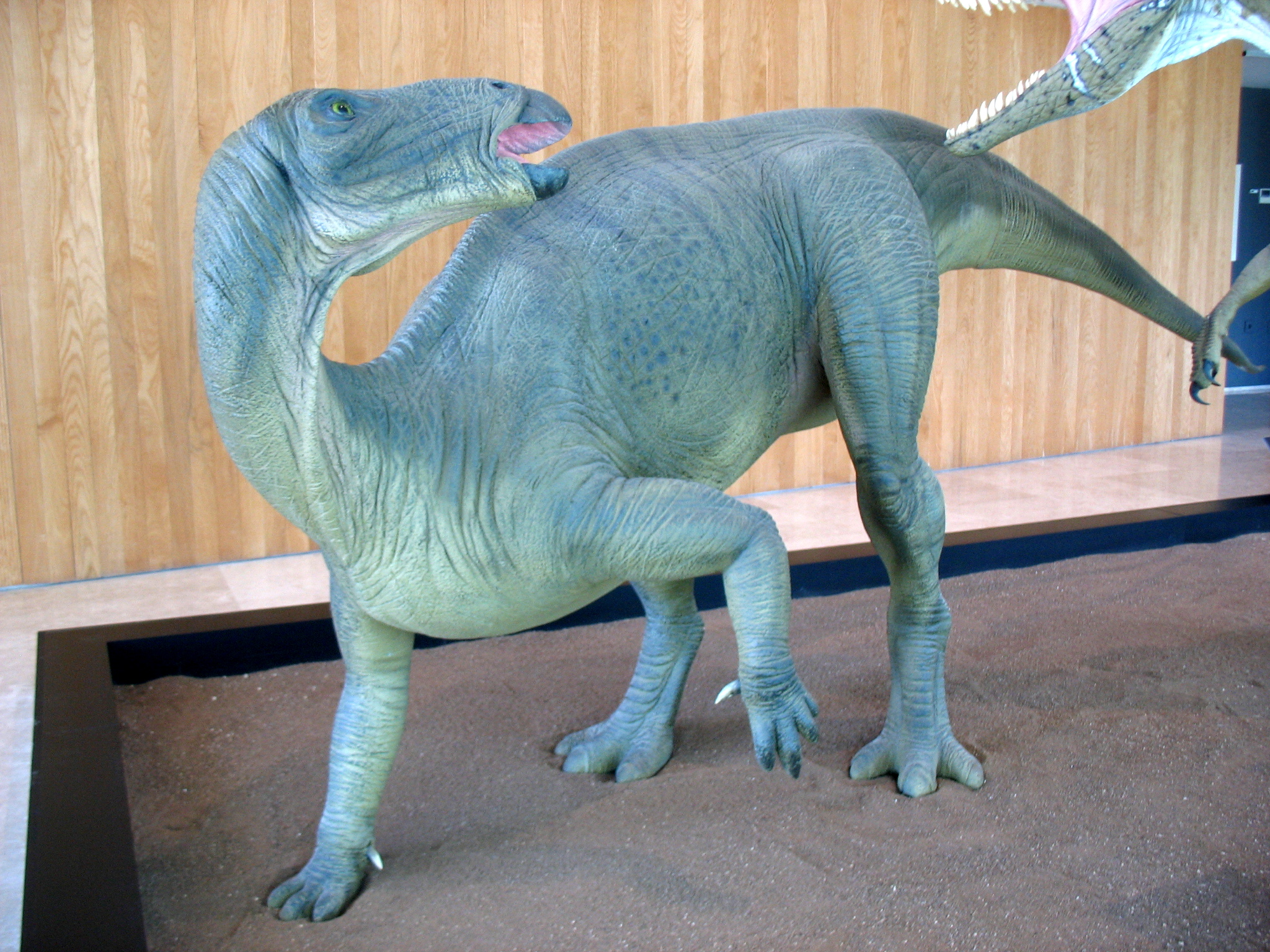
Ricostruzione museale

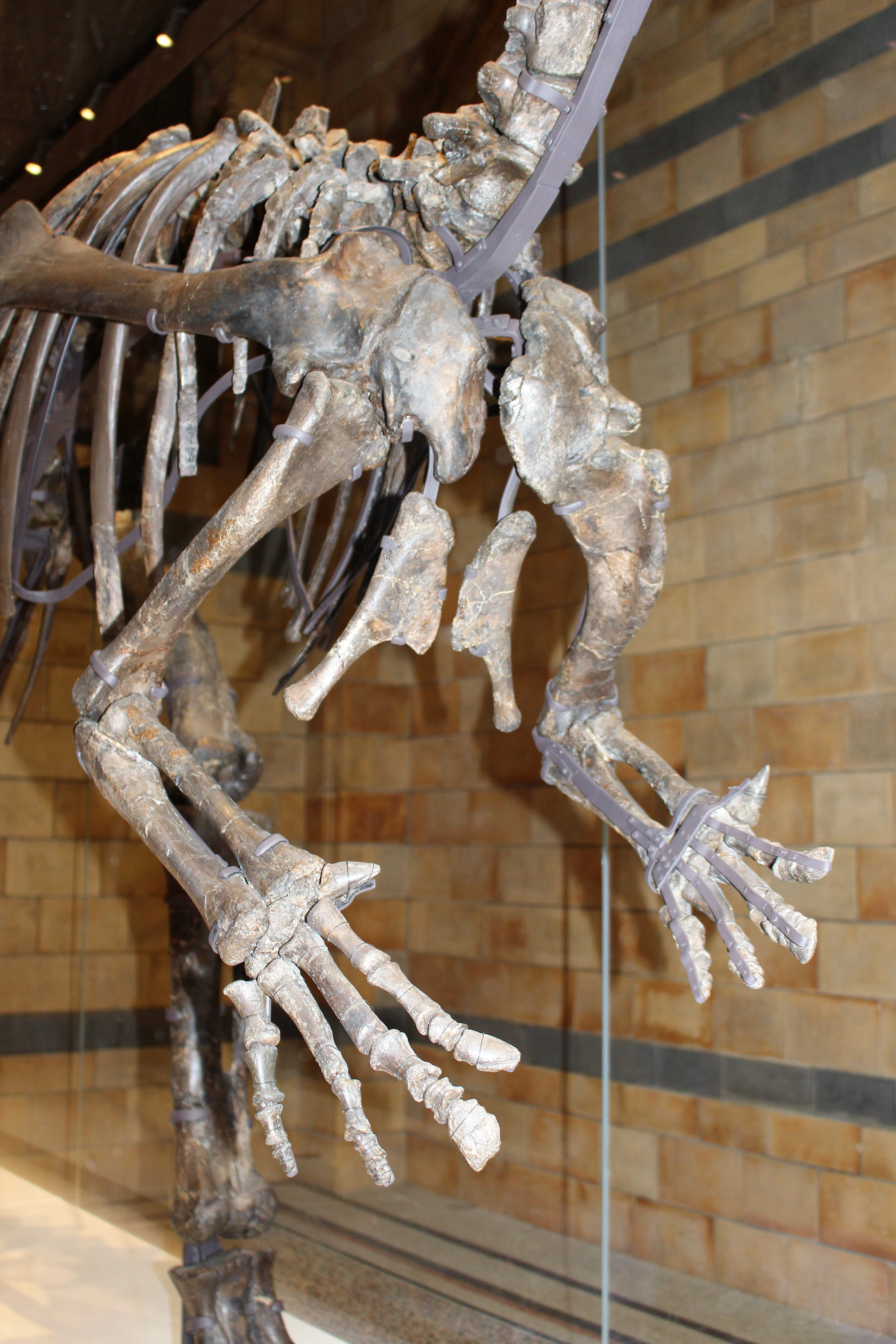
Dettaglio arti anteriori

Originariamente, i fossili di dollodonte furono attribuiti a una presunta specie gracile di Iguanodon, nota come I. mantelli. Successivamente i resti vennero considerati appartenenti a un esemplare femminile della specie I. bernissartensis, molto diffusa nel giacimento. Molto tempo dopo, nella seconda metà del '900, il fossile su cui si basava la specie I. mantelli (l'esemplare IRSNB 1551) venne attribuito a I. atherfieldensis, una specie di iguanodonte gracile diffusa in Inghilterra, il quale venne ridescritto come un genere a parte negli anni 2000 (Mantellisaurus).
Solo nel 2008 vi fu una ridescrizione dei fossili da parte di Gregory S. Paul, e apparve chiaro che i resti fossero da attribuire a un nuovo genere e una nuova specie, Dollodon bampingi. Il nome del genere è dedicato a Louis Dollo, il paleontologo belga che ne descrisse per primo i resti.